# 증류수

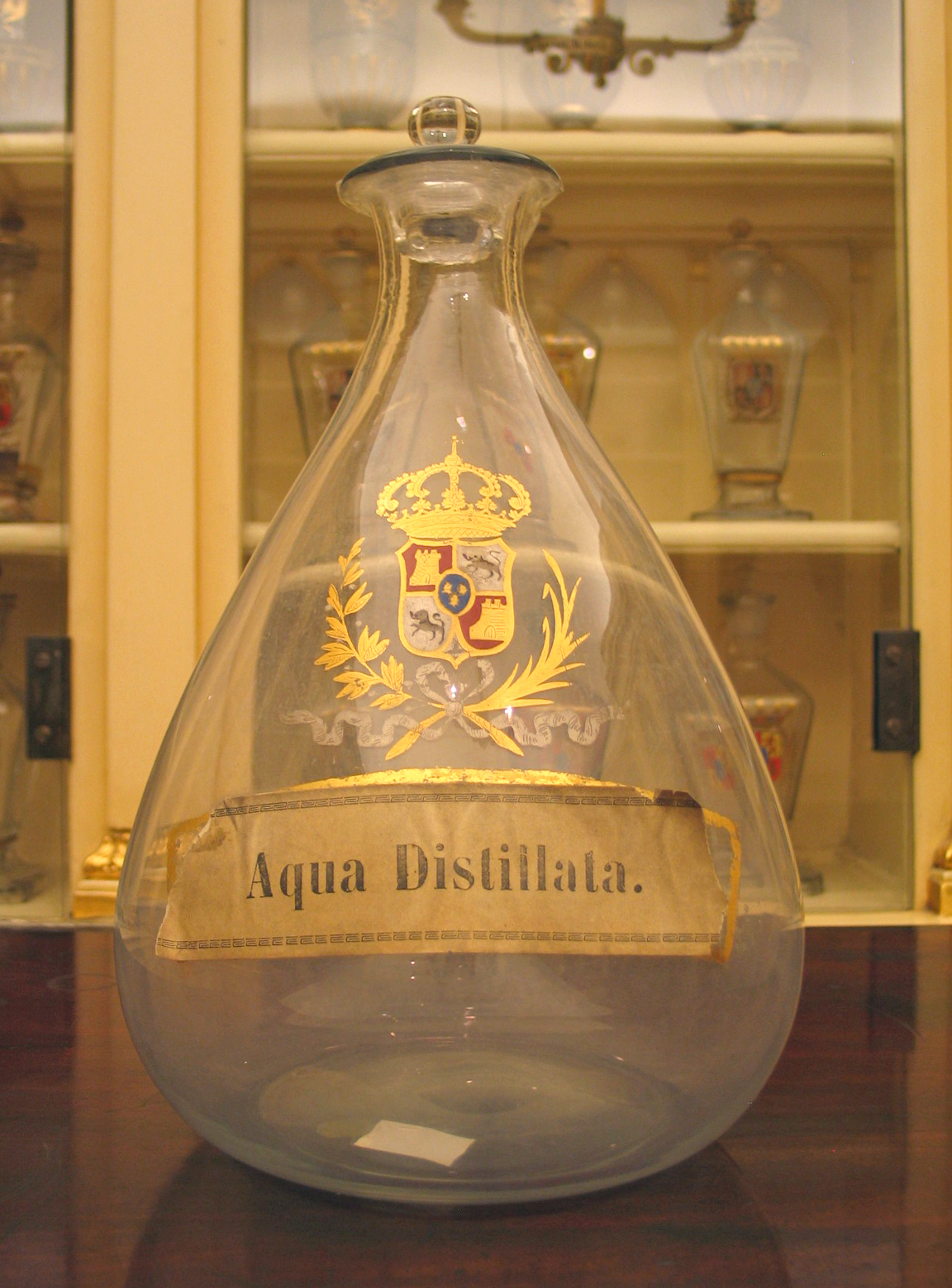
마드리드의 왕실 약국의 정제수병.

증류수(蒸溜水, 문화어: 김물)는 증류 과정을 통해 모든 불순물을 실질적으로 제거한 순수한 물을 가리킨다. 증류는 물을 끓여서 수증기를 깨끗한 컨테이너로 응축시키는 과정이다.

## 역사
음용수는 적어도 기원후 200년 이후부터 바닷물로부터 정제되어 왔으며 당시 프로세스는 알렉산드로스에 의해 명확하게 기술되었다.

## 응용
산업 현장뿐만 아니라 화학 및 생물학 실험실에서는 일부 기기에서 증류수 대신에 탈이온수를 더 저렴한 대안으로 사용할 수 있다. 특별히 고순도의 물이 필요한 경우에는 이중 증류수를 사용한다.
일반적으로 정제되지 않은 물은 화학 반응을 일으키거나 방해할 수 있을 뿐만 아니라 끓인 후 미네랄 침전물을 남길 수도 있다. 물과 기타 유체에서 불순물을 제거하는 한 가지 방법은 증류이다.
예를 들어, 수돗물에서 흔히 발견되는 이온은 자동차와 트럭에 사용되는 납산 배터리의 수명을 크게 단축시킨다. 이러한 이온은 내부 엔진 구성 요소를 부식시키고 일반적인 부동액 부식 방지 첨가제를 고갈시키기 때문에 자동차 냉각 시스템에 허용되지 않는다.
물이 증발하거나 끓을 때 물 속의 비휘발성 또는 미네랄 성분은 그대로 남는다. 예를 들어 난방 시스템의 보일러 또는 증기 엔진에서 증기로 빠져나가는 물은 용해된 물질을 남기고 보일러 스케일로 알려진 광물 침전물을 생성한다.
시가 휴미더와 같은 저용량 가습기는 광물 침전물을 방지하기 위해 증류수를 사용할 수 있다.
특정 생물학적 응용 분야, 특히 실험에서는 불순물 제어가 필요하다. 예를 들어, 수족관에 추가할 증류수는 알려지거나 알려지지 않은 비휘발성 오염물질을 제거한다. 생명체에는 특정 미네랄이 필요하다. 수족관과 같은 생태계에 증류수를 추가하면 이러한 미네랄의 농도가 감소한다. 호수와 바다에서 생존하기 위해 진화한 물고기와 기타 생물은 원래 서식지에서 발견되는 광물 범위에서 번성할 것으로 예상된다.
예를 들어 호흡을 위해 공기를 가습하기 위해 연속 기도 양압(CPAP) 기계에 증류수가 사용되는 의료 응용 분야에서는 불순물 제어와 장비 신뢰성이 매우 중요하다. CPAP 기계의 가습기가 물을 증발시킬 때 증류수는 오염 물질을 남기지 않는다.
양조업체에서는 플젠의 연수를 모방하기 위해 증류수와 경수를 혼합하는 것도 가능하다.
또 다른 응용 분야는 초기 보잉 707에 사용된 것처럼 '뜨겁고 높은' 대기 조건에서 이륙하는 동안 초기 비행기 제트 엔진을 보조하기 위해 공기 밀도를 높이는 것이었다.

### 스팀 다리미에 사용
증류수는 스팀 다리미에서 옷을 다림질하는 데 사용되어 경수 부분에 석회질이 쌓이는 것을 최소화하여 스팀 다리미의 수명을 연장할 수 있다. 일부 스팀 다리미에는 물에서 미네랄을 제거하는 필터가 내장되어 있어 표준 수돗물을 사용할 수 있다.

## 건강에 미치는 영향
증류는 물에서 모든 미네랄을 제거한다. 이로 인해 탈염수가 생성되는데, 이는 식수보다 더 건강하다는 것이 입증되지 않았다. 세계보건기구(WHO)는 1982년에 탈염수가 건강에 미치는 영향을 조사했으며, 인간을 대상으로 한 실험에서 탈염수가 이뇨 작용을 증가시키고 전해질 제거를 증가시키며 혈청 칼륨 농도를 감소시키는 것으로 나타났다. 물의 마그네슘, 칼슘 및 기타 영양소 영양 결핍으로부터 보호하는 데 도움이 될 수 있다. 마그네슘에 대한 권장 사항은 최소 10mg/L, 최적 범위는 20~30mg/L이다. 칼슘의 경우 최소 20mg/L, 최적 40~80mg/L, 총 물 경도(마그네슘과 칼슘 추가)는 2~4mmol/L이다. 5mmol/L 이상의 물 경도에서는 담석, 신장 결석, 요로 결석, 관절염 및 관절병증의 발생률이 더 높은 것으로 관찰되었다. 치아 건강을 위해 권장되는 불소 농도는 0.5~1.0mg/L이며, 치아불소증을 예방하기 위한 최대 가이드라인 값은 1.5mg/L이다.
물 여과 및 증류 장치는 가정에서 점점 보편화되고 있다. 시립 수돗물에는 미네랄이 첨가되거나 섭취하기에 안전한 것으로 규제되는 수준의 미량 불순물이 포함되어 있는 경우가 많다. 휘발성 유기 화합물, 불소 및 약 75,000개 이상의 기타 화학 화합물과 같은 이러한 추가 불순물의 대부분은 기존 여과를 통해 제거되지 않는다. 그러나 증류와 역삼투는 이러한 불순물을 거의 모두 제거한다.
식수 대신 증류수를 마시는 것은 건강상의 이유로 옹호되기도 하고 권장되지도 않는다. 증류수에는 신경계 항상성과 같은 생물학적 기능에 중요한 역할을 하는 칼슘과 같은 미네랄과 이온이 부족하며 일반적으로 음용수에서 발견된다. 증류수에는 자연적으로 발생하는 미네랄이 부족하여 우려가 제기되었다. 일반 내과학 저널(Journal of General Internal Medicine)은 미국에서 이용 가능한 다양한 물의 미네랄 함량에 대한 연구를 발표했다. 연구에서는 "북미인들이 이용할 수 있는 식수원에는 높은 수준의 칼슘, 마그네슘, 나트륨이 함유되어 있을 수 있으며 이러한 미네랄의 권장 섭취량 중 임상적으로 중요한 부분을 제공할 수 있음"이 밝혀졌다. 이는 사람들에게 "수돗물이든 병에 든 식수의 미네랄 함량을 확인하고 자신의 필요에 가장 적합한 물을 선택"하도록 권장했다. 증류수에는 미네랄이 없기 때문에 건강을 유지하기 위해서는 식사를 통한 미네랄 섭취가 필요하다.
경수(미네랄이 함유된 물)의 섭취는 유익한 심혈관 효과와 관련이 있다. 미국 역학 저널(American Journal of Epidemiology)에 언급된 바와 같이, 경수 소비는 죽상경화성 심장 질환과 음의 상관관계가 있다.

## 같이 보기
- 정제수
- 중수
- 증류